# Turkestan
Turkestan (persisk:ترکستان ; også kaldet Turan, Turkistan eller Türkistan på tyrkisk) "tyrkernes land" er et landområde i Centralasien, som hovedsagelig er beboet af tyrkiske folkeslag som oghuz-tyrkere, kasakher, khazarer, kirgisere og uighurer.
Området har aldrig udgjort en politisk eller folkelig enhed. Traditionelt bliver regionen opdelt i Vest- og Østturkestan.
Turkestan består af Turkmenistan, Kasakhstan, Usbekistan, Kirgisistan og Xinjiang.

## Grænser
Turkestan grænser er mod syd til Iran ved Khorasans bjerge og Hindukoh, mod vest til Det Kaspiske Hav, mod øst til Tian Shan, mens det mod nord går jævnt over i Kirgisersteppen. Nordgrænsen er en linje fra Cæsarevitsch-bugten ved det nordøstlige hjørne af Det Kaspiske Hav til Balkasch-søen.

## Terrænforhold
Turkestan er et bækkenformet lavland, der sænker sig fra alle sider mod midten, hvor Aral-søen er den lavest liggende del af landet. Mod syd og øst er der høje bjergkæder, som danner randen, mod nord Kirgisersteppens bakkeland, mod vest det forholdsvis lave plateau Ust-Urt, syd for hvilket et lille isoleret bjergparti Balchan hæver sig op til 1.630 moh.
Overfladen dannes på Ust-Urt-plateauet af tertiære havsedimenter. I de lavere liggende dele af landet er de tertiære dannelser overlejrede af kvartære sand- og lerlag, der er bundfældede i et hav, som endnu i en sen tid strakte sig fra Ishavet over Det kaspiske Hav til Sortehavet. Over disse kvartære, marine dannelser ligger mange steder recente løssdannelser og sandklitter.

## Klima
Klimaet er udpræget kontinentalt og meget tørt. Om sommeren ligger et ekstremt lavtryk over området. Om vinteren falder det ind under det centralasiatiske højtryksdistrikt. Linjen for +10 °C. årsmiddeltemperatur går i øst-vestlig retning gennem Vestturkestans midte. Årsmiddeltemperaturen stiger mod højlandene i øst og syd - og er lavet på Kirgis-steppen i nord. Klimaets kontinentale karakter gør sig især gældende i de årlige og daglige temperatursvingninger. Hele området falder således inden for linjerne for 30 og 40 graders års-amplitude. Hele året er et nedbørsminimum udbredt over områdets centrale parti; mest extremt er det om sommeren, som for de dele af Vestturkestan, som ligger under 1.000 m niveau, er den tørreste årstid. Relativt regnrig er foråret og – på bjergsiderne – forsommeren. Steppeområdet får i gennemsnit blot 130 mm nedbør om året, Fergana 175 mm og Pamir-plateauet 119 mm. Den målte fordampning er størst i Sultan-Bend med 2,764 mm om året.

## Dyreliv
Faunaen tilhører det nordlige Asiens zoo-geografiske område. Især bemærkes vildfåret Ovis poli i Pamir og neden for dette bjergområde rasen Ovis karelini. Den vilde hest blev opdaget af Przewalski i det dsungariske højland, og den vilde kamel forekommer inden for plateaulandene syd for Ala-schan. Desuden findes de sædvanlige dyrearter som bjørn, antilope, vildhund, ulv, ræv, sjakal, tiger med flere.

## Plantevækst
Floraen tilhører Central-Asien, men har sit særlige præg takket være klimaets tørhed og har ligheder med Vest-Sibirien og Ruslands. Mellem de sterile højfjeldsområder og ørkendistrikterne forekommer en serie plantegeografiske zoner. Steppen har stor udstrækning. Inden for de vel bevandede områder i de sydlige dele og inden for ørkendistrikternes oaser trives de ædle frugttræer, alle kornsorter og vinranker. På de nedre dele af bjergryggene kan skoven nå en betydende udstrækning og størrelse med karakteristiske arter som ask, poppel, dværgløn og birk med undervegetation af hvidtjørn, røn og rhododendron-buske.